# Peter Nordström
Peter Nordström (* 26. Juli 1974 in Munkfors) ist ein ehemaliger schwedischer Eishockeyspieler, der in seiner aktiven Zeit von 1989 bis 2010 unter anderem für die Boston Bruins in der National Hockey League gespielt hat. 

## Karriere
Peter Nordström begann seine Karriere als Eishockeyspieler in seiner Heimatstadt beim IFK Munkfors, für dessen erste Mannschaft er von 1989 bis 1994 in der damals noch drittklassigen Division 2 aktiv war, wobei er in der Saison 1993/94 mit Munkfors in die Division 1 aufstieg. Noch im Laufe der Saison 1994/95 wechselte der Angreifer zu Leksands IF in die Elitserien, für deren U20-Junioren er parallel vier Spiele bis Saisonende bestritt. Im Sommer 1995 wurde der Linksschütze von Färjestad BK verpflichtet, mit dem er in den folgenden 14 Jahren fünf Mal die Schwedische Meisterschaft gewann, sowie vier Mal Vizemeister wurde. In diesem Zeitraum wurde er zudem im NHL Entry Draft 1998 in der dritten Runde als insgesamt 78. Spieler von den Boston Bruins ausgewählt. Für diese bestritt er jedoch nur zwei Spiele in der National Hockey League zu Beginn der Saison 1998/99. Zudem lief er weitere 13 Mal für deren Farmteam aus der American Hockey League, die Providence Bruins, auf. 
Für die Saison 2009/10 unterschrieb Nordström einen Vertrag bei seinem Ex-Club Leksands IF, der in der Zwischenzeit in die zweitklassige HockeyAllsvenskan abgestiegen war. Im Anschluss an die Spielzeit beendete er seine Karriere. 

### International
Für Schweden nahm Nordström an den Weltmeisterschaften 1998, 1999, 2000, 2003 und 2005 teil.

## Erfolge und Auszeichnungen
| - 1994 Aufstieg in die Division 1 mit dem IFK Munkfors - 1997 Schwedischer Meister mit Färjestad BK - 1998 Schwedischer Meister mit Färjestad BK - 2000 Elitserien All-Star-Game - 2001 Schwedischer Vizemeister mit Färjestad BK - 2002 Schwedischer Meister mit Färjestad BK | - 2003 Schwedischer Vizemeister mit Färjestad BK - 2003 Schwedisches All-Star-Team - 2004 Schwedischer Vizemeister mit Färjestad BK - 2005 Schwedischer Vizemeister mit Färjestad BK - 2006 Schwedischer Meister mit Färjestad BK - 2009 Schwedischer Meister mit Färjestad BK |

### International
- 1998 Goldmedaille bei der Weltmeisterschaft
- 1999 Bronzemedaille bei der Weltmeisterschaft
- 2003 Silbermedaille bei der Weltmeisterschaft